# Bertha Katscher

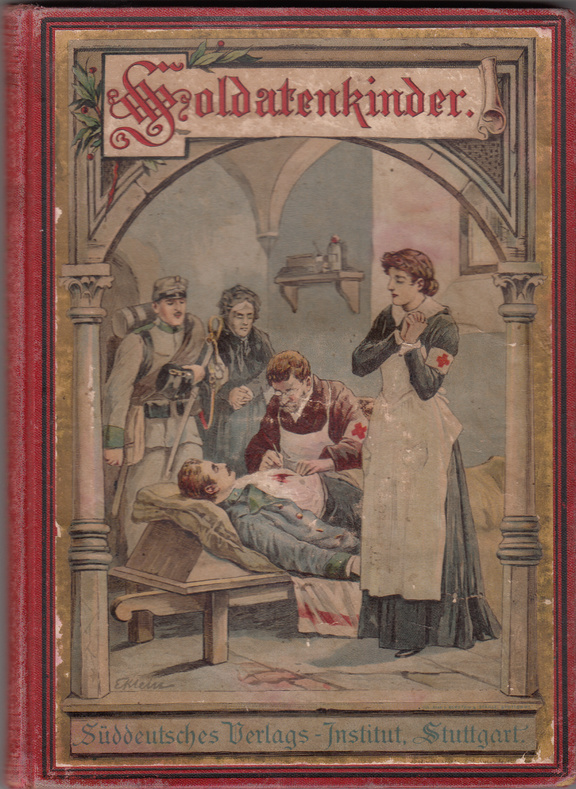
Soldatenkinder (Niños soldados), 1897

Bertha Katscher, también escrito Berta; pseudónimos: Ludwig Ungar, Albert Kellner, Ludwig Kölle, Ludmilla Kölle (Trenčín, Eslovaquia, 12 de junio de 1860 - Budapest, 16 de septiembre de 1903) fue una escritora húngara.

## Biografía
Hija de una familia judía de clase alta, se casó a los diecisiete años con Max Schwimmer, un comerciante de productos agrícolas, con quien tuvo tres hijos: Rózsa, Béla, y Franciska. Fue instruida por una tía suya, que se la llevó a Herzegovina, donde el 1881 se casó con su primo Leopold Katscher, un conocido abogado, escritor y activista por la paz. Desde este año vivió en Londres, Berlín, Viena y Baden, hasta que el 1897 se estableció en Budapest. Antes de este matrimonio se había ocupado principalmente en asuntos del hogar, pero a instancia de su marido inició una carrera literaria. Sus primeros intentos fueron cuentos de hadas para niños, pero pronto se dedicó a defender la paz universal y varias reformas económicas, y escribió también contra el maltrato a los animales. Publicó artículos sobre una gran variedad de temas al Frankfurter Zeitung, Wiener Modo, Die Heimat, Münchener Allgemeine Zeitung, Kölnische Zeitung, etc., y también tradujo muchas obras, especialmente novelas, del inglés al alemán.
Fue operada dos veces de un cáncer en el pecho derecho. Al poco de la segunda operación, sufrió una ceguera del ojo izquierdo, por infiltración cancerígena de la coroide y desprendimiento parcial de retina a consecuencia del cáncer. Con el tratamiento, el proceso canceroso remitió, se le restauró la visión a dos tercios del normal, y también mejoró la cicatrización del pecho.Murió en Budapest a los cuarenta y tres años.

## Obras
- Die Kunst ein Mensch zu Sein (El arte de ser hombre), en colaboración con Edward John Hardy, 1887
- Weinachtsgeschichte (Cuento de Nadal), 1890
- Aves Bädern und Sommerfrischen (Balnearios y lugares de veraneo), 1890
- Hermann Vámbérys Leben und Reiseabenteuer (Vida y aventuras de Hermann Vámbérys), 1892
- In der Löwengruber (En la fosa de los leones), s.d.
- Soldatenkinder (Niños soldados), 1897
- Die Studentin (El estudiante), 1900
- Der Stychoos (1901)
- Die schöne Polin (La bella polaca), 1916